# Бабаев, Александр Анатольевич
Александр Анатольевич Бабаев (8 сентября 1936 — 17 марта 2008) — советский и российский геолог, лауреат Ленинской премии.

## Биография
Окончил Благовещенский геологоразведочный техникум. В 1956—1957 служил в Армии. В 1954—1956 и с 1957 года геолог Иманской экспедиции, с 1961 года начальник Предгорной партии.
С 1969 по 1992 год начальник Иманской (Таёжной) геологоразведочной экспедиции, в которой работало около полутора тысяч человек.
В последние годы жизни — консультант по геологии и член совета директоров Приморского горно-обогатительного комбината и горнорудной компании «АИР».
Лауреат Ленинской премии 1966 года — за открытие вольфрамового месторождения Восток-2 (Приморский край).
Заслуженный геолог РСФСР. Награждён знаком «Первооткрыватель месторождения».
Умер 17 марта 2008 года после тяжелой продолжительной болезни.